# The King Murder
Pour plus de détails, voir Fiche technique et Distribution.
The King Murder est un film américain réalisé par Richard Thorpe, sorti en 1932.

## Synopsis
Henry Barton, chef de la brigade criminelle, reçoit un appel de son amie Elizabeth Hawthorne, qui lui apprend que son mari a une aventure avec la blonde Miriam King. Pour aider Elizabeth, qu'il a toujours aimé, Henry rencontre le mari pour déjeuner mais ils sont interrompus par un inspecteur qui les informe que Miriam a été retrouvée morte. Ils découvrent que cette femme faisait chanter ses amants. Finalement Henry découvre que le meurtrier est le mari d'Elizabeth, mais celui-ci meurt après avoir manipulé les aiguilles empoisonnées qui avaient causé la mort de Miriam. Henry peut désormais consoler Elizabeth. 

## Fiche technique
- Titre original : The King Murder
- Réalisation : Richard Thorpe
- Scénario : Charles Reed Jones
- Costumes : Vera West
- Photographie : M.A. Anderson
- Son : L.E. Clark
- Montage : Vera Wade
- Production : George R. Batcheller
- Société de production : Chesterfield Motion Pictures Corporation
- Société de distribution : Chesterfield Motion Pictures Corporation
- Pays de production :  États-Unis
- Langue originale : anglais
- Format : noir et blanc — 35 mm — 1,37:1 — son Mono (RCA Photophone)
- Genre : Film policier
- Durée : 67 minutes
- Date de sortie :
  - États-Unis : 15 septembre 1932
- Licence : Domaine public

## Distribution
- Conway Tearle : l'inspecteur en chef Henry Barton
- Natalie Moorhead : Elizabeth Hawthorne
- Marceline Day : Pearl Hope
- Dorothy Revier : Miriam King
- Don Alvarado : Jose Moreno
- Huntley Gordon : Arthur B. Bronnell
- Maurice Black (en) : Philip Scott
- Robert Frazer : Van Kempen
- Rose Dione : Miss Duval